# Aschot II. Bagratuni
Aschot II. Bagratuni (armenisch Աշոտ Բ Բագրատունի Aschot B Baqratouni; † 688) war Fürst von Armenien von 685 bis 688. Er entstammte der Familie der Bagratiden.

## Leben
Aschot war der Sohn von Sembat V. Bagratuni, Aspet und Knappe.
Fürst Grigor I. Mamikonjan zog 681, wie auch andere Iberer und Albanier Vorteil aus den Bürgerkriegen, die das Kalifat der Umayyaden erschütterten, und revoltierte gegen die muslimische Herrschaft. Im vierten Jahr der Unabhängigkeit jedoch musste sich Grigor einer Offensive der Chasaren stellen, die ebenfalls von der Schwäche der Araber profitiert hatten, in Transkaukasien einfielen und den Norden Armeniens belagerten. Er wurde in einem Gefecht 685 getötet.
Der Kalif Abd al-Malik benannte daraufhin Aschot Bagratuni als Ischchan. Aschot bemühte sich von Anfang an, die Chazaren zurückzudrängen. Er ließ die Kathedrale Amenaperkitsch (Surp Amenaprgich Vank, «Retter aller Menschen») in Dariounq erbauen.
Um 688 entsandte der byzantinische Kaiser Justinian II. eine Armee nach Armenien, um das Land wieder unter den Einfluss des Byzantinischen Reiches zu zwingen, aber das Heer verhielt sich wie in einem eroberten Land. Aschot hob eine Armee aus und besiegte sie, aber, während der Hauptteil des Heeres sich um die Wiederbeschaffung der Beute mühte, verfolgte Aschot die geschlagene Truppe und wurde in einem Scharmützel tödlich verwundet.
Aschot hatte einen Sohn, Sembat, der von 703 bis 705 als Nacharar eingesetzt war.